# Liste der Kulturdenkmale in Schenefeld (Kreis Steinburg)
In der Liste der Kulturdenkmale in Schenefeld sind alle Kulturdenkmale der schleswig-holsteinischen Gemeinde Schenefeld (Kreis Steinburg) aufgelistet (Stand: 10. März 2025).

## Legende
In den Spalten befinden sich folgende Informationen:
- Objekt-ID: die Nummer des Kulturdenkmales
- Lage: die Adresse des Kulturdenkmales und die geographischen Koordinaten. Kartenansicht, um Koordinaten zu setzen. In der Kartenansicht sind Kulturdenkmale ohne Koordinaten mit einem roten Marker dargestellt und können in der Karte gesetzt werden. Kulturdenkmale ohne Bild sind mit einem blauen Marker gekennzeichnet, Kulturdenkmale mit Bild mit einem grünen Marker.
- Offizielle Bezeichnung: Bezeichnung des Kulturdenkmales
- Beschreibung: die Beschreibung des Kulturdenkmales
- Bild: ein Bild des Kulturdenkmales

## Sachgesamtheiten
| Objekt-ID      | Lage                                       | Offizielle Bezeichnung           | Beschreibung | Bild                             |
| -------------- | ------------------------------------------ | -------------------------------- | --- | -------------------------------- |
| 41057 Wikidata | Holstenstraße (54° 2′ 47″ N, 9° 28′ 56″ O) | Sachgesamtheit: Bonifatiuskirche | Aktualisierung vorgesehen - Begründung: geschichtlich, künstlerisch, städtebaulich, Kulturlandschaft prägend - Schutzumfang: Bonifatiuskirche mit Ausstattung, Kirchhof, Grabmale bis 1870, westliche Kirchhofspforte, Lindenkranz, Granitböschungsmauer | weitere Fotos \| Fotos hochladen |

## Bauliche Anlagen
| Objekt-ID | Lage                                       | Offizielle Bezeichnung                | Beschreibung | Bild                             |
| --------- | ------------------------------------------ | ------------------------------------- | --- | -------------------------------- |
| 5187      | Holstenstraße (54° 2′ 47″ N, 9° 28′ 56″ O) | Kirche St. Bonifatius mit Ausstattung | Alteintragung (Aktualisierung vorgesehen) - Begründung: geschichtlich, künstlerisch, städtebaulich - Schutzumfang: Alteintragung (Aktualisierung vorgesehen) - Denkmaltyp: Bauliche Anlage, Sachgesamtheit: Bonifatiuskirche | weitere Fotos \| Fotos hochladen |

## Gründenkmale
| Objekt-ID      | Lage                                       | Offizielle Bezeichnung | Beschreibung | Bild |
| -------------- | ------------------------------------------ | ---------------------- | --- | ---- |
| 19908 Wikidata | Holstenstraße (54° 2′ 43″ N, 9° 28′ 56″ O) | Kirchhof               | Alteintragung (Aktualisierung vorgesehen) - Begründung: geschichtlich, Kulturlandschaft prägend - Schutzumfang: Kirchhof, Grabmale bis 1870, westliche Kirchhofspforte, Lindenkranz, Granitböschungsmauer - Denkmaltyp: Gründenkmal, Sachgesamtheit: Bonifatiuskirche | BW   |

## Quelle
- Liste der Kulturdenkmale in Schleswig-Holstein – Kreis Steinburg

- Karte mit allen Koordinaten:
- OSM |
- WikiMap